# Konjugacija (biologija)
Konjugacija je indirektni prijenos gena iz stanice davateljice (donor) u stanicu primateljicu (recipijent) koji uključuje izravni stanični kontakt (najčešće kod bakterija) ili formiranje kopulacijskog kanala preko kojeg se izvodi prijenos.  Konjugaciju su 1946. godine otkrili američki znanstvenici Joshua Lederberg i Edward Tatum. Konjugacija je jedan od načina horizontalnog prijenosa gena, kao što su i transformacija i transdukcija samo što one ne uključuju izravni stanični kontakt.
Konjugacija u bakterija podsjeća na spolno razmnožavanje ili parenje jer uključuje izmjenu genetičkog materijala. Stanice koje konjugiraju moraju biti različitih tipova parenja što ovisi o prisutnosti plazmida F ili spolnog faktora u citoplazmi. Plazmid F nosi gene za stvaranje F pilusa ili nitastih nastavaka na površini stanice i gene za prijenos DNA iz donora u recipijenta. Stanica koja ima F plazmid jest stanica davateljica, a stanica koja ga nema jest stanica primateljica. Na taj se način mogu prenijeti važni geni za bakteriju primateljicu, primjerice geni za otpornost na antibiotike, ksenobiotike ili sposobnost korištenja novih metabolita.

## Vanjske poveznice
- Konjugacija bakterija  Arhivirana inačica izvorne stranice od 28. svibnja 2009. (Wayback Machine)